# Alessandro Campeggio
Alessandro Campeggio (Bolonha, 12 de abril de 1504 - Roma, 21 de setembro de 1554) foi um cardeal do século XVI

## Biografia
Nasceu em Bolonha em 12 de abril de 1504. Filho do cardeal Lorenzo Campeggio (1517), casado e teve cinco filhos antes de ingressar no estado eclesiástico após a morte de sua esposa, Francesca Guastavillani. A família também deu à Igreja três núncios e doze bispos. Seu sobrenome também está listado como Campeggi.
Educado em casa, estudou letras italianas, latim, grego, filosofia e religião..
Constituído bispo eleito de Bolonha em 19 de março de 1526; administrador até atingir a idade canônica de 27 anos. Prorrogação concedida para receber as ordens sagradas e a consagração episcopal, 11 de dezembro de 1529; novamente em 24 de agosto de 1539; e novamente, 10 de abril de 1540; concedida licença para recebê-los, 19 de julho de 1541..
Ordenado sacerdote e consagrado bispo em 31 de julho de 1541, igreja de S. Michele in Bosco, perto de Bolonha, por Ottaviano de Castello, bispo de San Leone e vigário do cardeal Giovanni Salviati para Ferrara, auxiliado por Agostino Zanetti, bispo titular de Sebaste e auxiliar de Bolonha, e por um bispo franciscano recoleto (Zoccolanti). Nomeado vice-legado em Avinhão, 15 de outubro de 1541; chegou a Carpentras em 10 de novembro de 1542; permaneceu no cargo até 1544. Clérigo da Câmara Apostólica, 14 de agosto de 1544. Hospedou em seu próprio palácio os padres conciliares quando o concílio foi transferido de Trento para Bolonha, de 12 de março de 1547 até 10 de novembro de 1549..
Criado cardeal sacerdote no consistório de 20 de novembro de 1551; recebeu o chapéu vermelho e o título de Santa Lúcia em Silice, a diaconia elevada pro illa vice ao título, em 4 de dezembro de 1551. Renunciou ao governo da diocese em favor de seu primo Giovanni Campeggio, em 6 de março de 1553..
Morreu em Roma em 21 de setembro de 1554. Enterrado no túmulo de seu pai na igreja de S. Maria in Trastevere, Roma..